# Dobřichovice

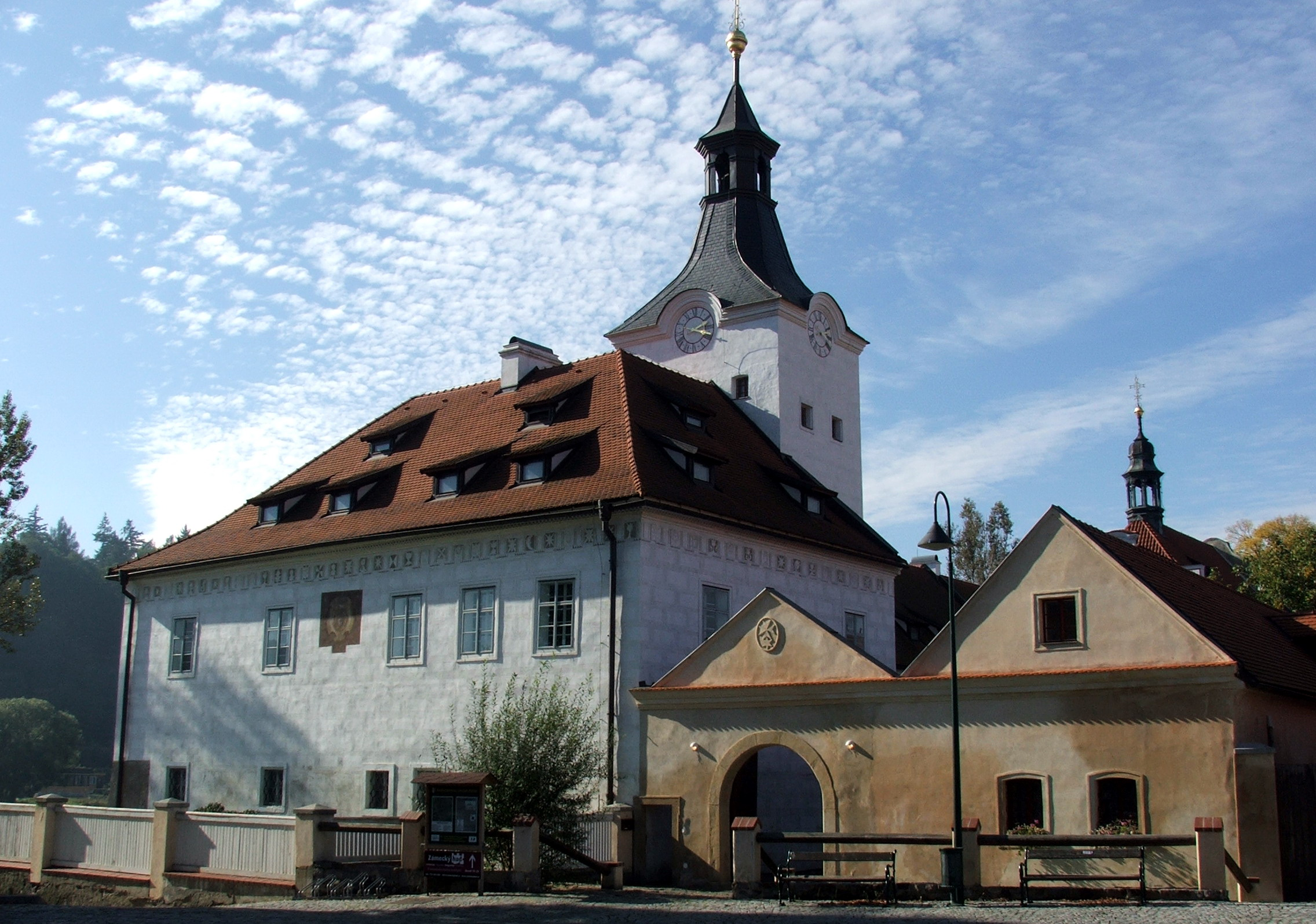
Schloß Dobřichovice

Dobřichovice (deutsch Dobrichowitz, auch Dobschichowitz) ist eine Stadt in Tschechien. Sie liegt 22 Kilometer südwestlich des Stadtzentrums von Prag an der Berounka und gehört zum Okres Praha-západ.

## Geographie
Dobřichovice befindet sich nordöstlich des Brdywaldes im Berounkatal beiderseits des Flusses. Durch die Stadt führt die Staatsstraße 115 von Radotín nach Hostomice und die Eisenbahn von Prag über Radotín nach Beroun.
Nachbarorte sind Karlík und Vonoklasy im Norden, Stará Vráž, Nová Vráž, Dolní Mokropsy und Černošice im Nordosten, Horní Mokropsy im Osten, Všenory im Südosten, Černolice im Süden, Řevnice im Südwesten sowie Lety im Westen.

## Geschichte
Die erste schriftliche Erwähnung von Dobřichovice erfolgte am 6. April 1253 als Wenzel I. den Ort den Kreuzherren mit dem Roten Stern überließ. Die ursprüngliche Ansiedlung befand sich anderthalb Kilometer nördlich an der Stelle des heutigen Karlík und war der Sitz der Familie Dobřichův. In den Hussitenkriegen wurde die Feste an der Berounka zerstört, und Dobřichovice gehörte fortan verschiedenen Herrschaften, ehe es 1505 an die Kreuzherren zurückkam. Der Orden baute den zurückgewonnenen Besitz aus, und anstelle der wüsten Feste ließ Großmeister Zbynko Berka von Duba und Leipa ein Renaissanceschloss errichten.
Im Dreißigjährigen Krieg brannten die Schweden 1631 Ort und Schloss nieder. Nach dem 1665 erfolgten Wiederaufbau des Schlosses unter Großmeister Ernst Adalbert von Harrach ließ Großmeister Jiří Ignác Pospíchal 1679 die Kapelle des hl. Judas Thaddäus daran anbauen. 1779 brannte das Schloss ab und erhielt beim Wiederaufbau seine heutige barocke Gestalt.
Bis zur Aufhebung der Patrimonialherrschaften im Jahre 1848 blieb Dobřichovice den Kreuzherren untertänig, die auch darüber hinaus Besitzer des Schlossgutes blieben. 1862 erhielt Dobřichovice mit der Inbetriebnahme der Eisenbahn von Prag-Smíchov nach Pilsen einen Bahnhof, der am rechten Ufer der Berounka angelegt wurde. 1872 erlitt Dobřichovice beim großen Hochwasser der Berounka schwere Schäden. Die Erhebung zum Marktflecken erfolgte 1876. In dieser Zeit wurde der Ort zu einer Sommerfrische der Prager. 1896 begann der Bau der ersten Brücke über die Berounka, die im Jahr darauf eingeweiht wurde. Am rechten Flussufer entstand der Ortsteil Dobřichovice 2.dil. Ab 1900 erfolgte der zweigleisige Ausbau der Eisenbahn und 1911 entstand das neue Wehr in der Berounka. Ab 1918 wuchs der Flecken, und bis in die 1930er Jahre wurden mehrere Einfamilienhaussiedlungen errichtet. Nach dem Zweiten Weltkrieg erfolgte auch eine stärkere Bebauung des rechten Ufers. 1941, 1947, 1981 und 1985 überflutete der Fluss Teile der Stadt. Der frühere Ortsteil Karlík ging 1992 in die Selbständigkeit. 1996 erfolgte der Neubau der Brücke, wobei die alten Pfeiler erhalten blieben. Seit 1997 führt Dobřichovice Wappen und Banner; im Jahre 2006 erfolgte die Stadterhebung.

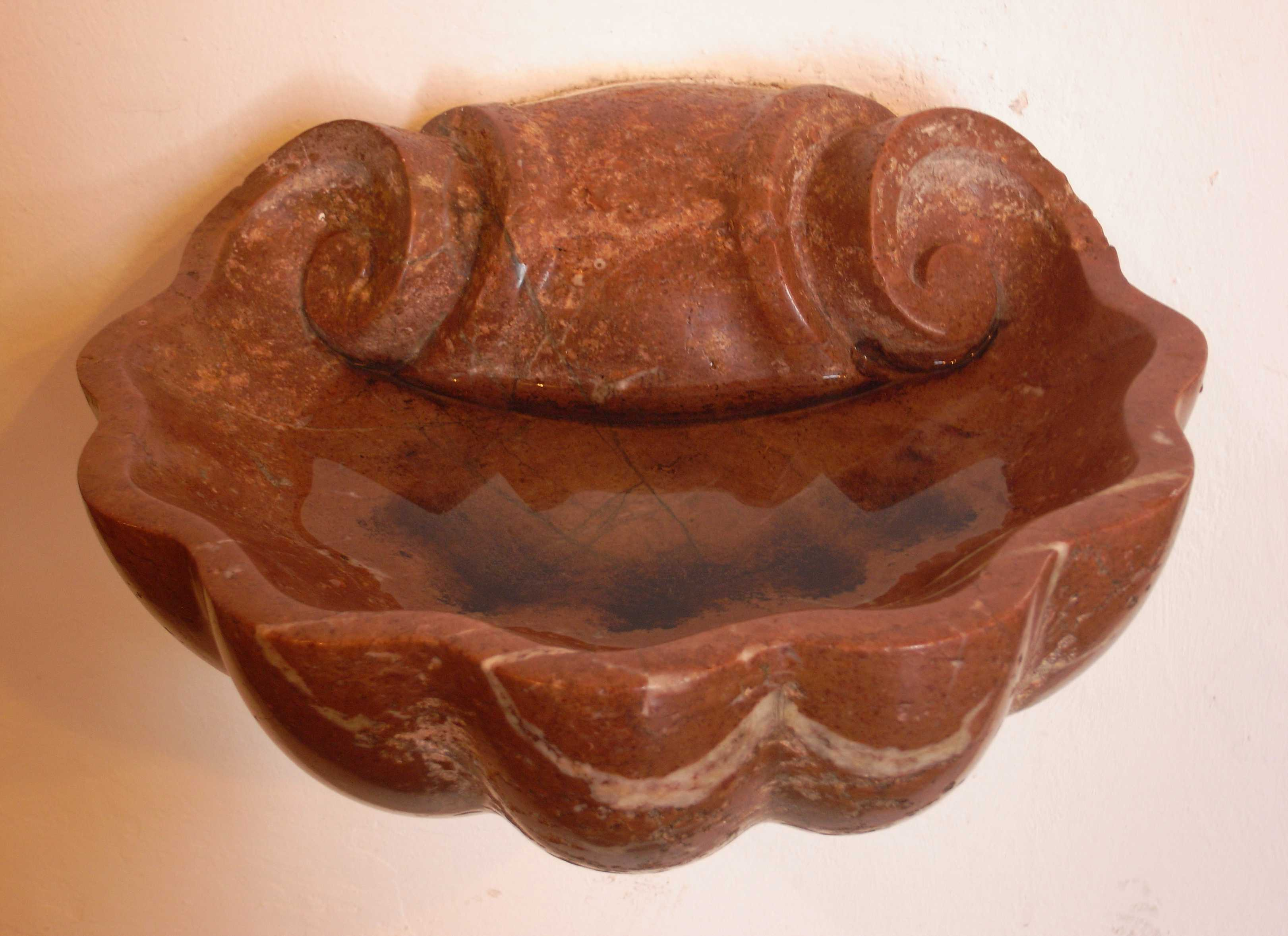
Weihwasserbecken aus Slivenec-Marmor (devonischer Kalkstein) in einer Prager Kirche

In Dobřichovice bestand eine Verarbeitungsstätte für die aus dem nahen Barrandium gewonnenen Kalksteine. Dazu zählt u. a. auch der Slivenec-Marmor.

## Gemeindepartnerschaften
Dobřichovice unterhält Partnerschaften mit der französischen Gemeinde Villieu-Loyes-Mollon (seit 2002) und der US-amerikanischen Stadt Manhattan in Kansas (seit 2004).

## Sehenswürdigkeiten
- Schloss Dobřichovice
- Pfarrkirche St. Judas Thaddäus, am Schloss